# (10570) Shibayasuo
(10570) Shibayasuo (1994 GT) – planetoida z pasa głównego asteroid okrążająca Słońce w ciągu 5,28 lat w średniej odległości 3,03 j.a. Odkryta 8 kwietnia 1994 roku.